# Granja de Torrehermosa (kommunhuvudort)
Granja de Torrehermosa är en kommunhuvudort i Spanien.   Den ligger i provinsen Provincia de Badajoz och regionen Extremadura, i den centrala delen av landet, 280 km sydväst om huvudstaden Madrid. Granja de Torrehermosa ligger 565 meter över havet och antalet invånare är 2 475.
Terrängen runt Granja de Torrehermosa är huvudsakligen platt, men söderut är den kuperad. Runt Granja de Torrehermosa är det glesbefolkat, med 16 invånare per kvadratkilometer. Närmaste större samhälle är Azuaga, 10,3 km sydväst om Granja de Torrehermosa. Trakten runt Granja de Torrehermosa består till största delen av jordbruksmark.